# Samangan
Samangan è una provincia dell'Afghanistan di 334 800 abitanti, che ha come capoluogo Aybak.

## Amministrazioni
La provincia di Samangan è divisa in 6 distretti:
- Aybak
- Dara-I-Suf
- Feroz Nakhchir
- Hazrati Sultan
- Khuram Wa Sarbagh
- Ruyi Du Ab

### Villaggi
Nel territorio provinciale sono presenti 674 villaggi.
- Abdan-e Shebaqli (36°41′52″N 68°01′07″E)
- Ab Khvorak-e Bala (35°30′N 67°44′E)
- Ab Khvorak-e Pa'in (35°30′16″N 67°45′35″E
- Aq Gonbaz (36°30′36″N 68°05′46″E)
- Asiabad 36°23′40″N 67°53′23″E)
- Baba Qanbar (36°03′N 68°11′E)
- Balahesar (35°59′02″N 67°28′09″E)
- Band-e Sareq (36°06′43″N 67°20′04″E)
- Besh Qol (35°55′00″N 68°14′42″E)
- Chahar Cheshmeh
- Chahar Deh
- Chahar Owlia'
- Changiz
- Dagah
- Dahaneh-ye Shams od Din
- Dalkhaki (36°20′45″N 67°57′18″E)
- Dehi
- Deh Mirdad
- Deh Now
- Do Ab
- Ghazni Gak
- Gozar
- Hasani
- Hazar Som
- Hazrat-e Soltan
- Heyratan
- Hezarmani
- Jan Bulaq
- Jeyretan
- Juy-ye Jadid
- Kaldar
- Katah Qeshlaq
- Kholm
- Khvajeh Hayat
- Khvajeh Zahed
- Kolowr va Dah Sil
- Kowkeh Bulaq
- Larghan
- Maschetak
- Na'ebabad
- Orlamesh
- Pir Nakhchir
- Qalacheh
- Qareh Aghach
- Qashaqeh
- Qaynar-e Bala
- Qaynar-e Pa'in
- Ru'i (35°46′36″N 67°52′02″E)
- Ru'i (35°35′N 67°49′E)
- Sad Mardeh
- Samangan
- Sandal (36°07′N 67°19′E)
- Sar-e Asia
- Sar-e Bum
- Sayyad
- Seyghanchi
- Shabashak
- Shahidan
- Sharik Yar
- Sorkh Abi
- Taghan Gozar
- Taqchi
- Towz Bulaq
- Werdaqamal
- Yangi Aregh